# Gelber Münsterländer Borsdorfer (manzana)
Gelber Münsterländer Borsdorfer es el nombre de una variedad cultivar de manzano (Malus domestica). 
Una variedad de manzana cultivada, que pertenece al grupo de manzanas alemanas de la herencia denominadas Borsdorfer, destaca por su larga vida útil y sabor consistente sin marchitarse. Las frutas tienen una pulpa fina, firme y crujiente con un sabor subácido y ligeramente intenso. La variedad se utiliza como manzana de mesa y cocina.

## Sinonimia
- "Sippelappel",
- "Munsterlander Borsdorfer Gelber".

## Historia
'Gelber Münsterländer Borsdorfer' es una variedad de manzana alemana de la herencia, que se originó en la región de Oldenburger Münsterland, en el norte de Alemania, a mediados del siglo XIX.
'Gelber Münsterländer Borsdorfer' está cultivada en diversos bancos de germoplasma de cultivos vivos tales como en National Fruit Collection (Colección Nacional de Fruta) de Reino Unido con el número de accesión: 1951-167 y el nombre de accesión: Gelber Munsterlander Borsdorfer. Recibido por "National Fruit Trials" (Probatorio Nacional de Frutas) en 1951 procedentes de Alemania.

## Características
'Gelber Münsterländer Borsdorfer' árbol con copa alta y bien ramificada sobre un tronco recto, moderadamente vigoroso. Crece mejor en suelo arenoso-arcilloso. Produce cosechas abundantes. Tiene un tiempo de floración que comienza a partir del 9 de mayo con el 10% de floración, para el 14 de mayo tiene una floración completa (80%), y para el 22 de mayo tiene un 90% caída de pétalos.
'Gelber Münsterländer Borsdorfer' tiene una talla de fruto de pequeño a mediano, con una altura promedio de 63.29 mm, y anchura promedio de 67.70 mm; forma del fruto plana redonda, con el contorno ligeramente irregular; con nervaduras débil medio, y con corona ausente; epidermis cuya piel es suave, flexible y algo brillante, con un color de fondo de amarillo verdoso, que muestra sobre color de un pardo rojizo ruborizado en la cara expuesta al sol y abundantemente salpicado de lenticelas algo más claras, ruginoso-"russeting" (pardeamiento áspero superficial que presentan algunas variedades) débil; cáliz con ojo de tamaño mediano, parcialmente abierto y colocado en una cuenca amplia y poco profunda, rodeada de ruginoso-"russeting"; pedúnculo muy corto y de un calibre robusto, colocado en una cavidad con ruginoso-"russeting" estrecha y moderadamente profunda; pulpa es de color crema, con textura de grano fino, crujiente, firme y con sabor agridulce, aromático.
Las manzanas se consideran una variedad de invierno. Su tiempo de recogida de cosecha se inicia a principios de octubre. La piel se vuelve grasosa cuando madura. Se mantiene bien en frío con una duración de tres a cuatro meses. Continúa desarrollando sabor y dulzura en almacenamiento.

## Usos
Esta variedad produce primeros frutos bastante jóvenes. Produce abundantes cosechas anualmente. Funciona bien en un huerto particular o como una variedad de jardín. Generalmente bien recibido para las ventas en granjas.
Una buena manzana de uso de postre fresca en mesa, y también buena manzana de cocina para pastelería.

## Ploidismo
Diploide, auto estéril. Grupo de polinización: E, Día 19.